# Rookie (2021)
Rookie is een Belgische film uit 2021, geregisseerd en mede geschreven door Lieven Van Baelen.

## Verhaal
Nicky (Matteo Simoni) is een jonge ambitieuze motorrijder die elke race zijn leven riskeert, niet voor het geld maar voor de kick en de roem. Na een zwaar ongeval waardoor hij niet meer kan racen, zoekt hij steun bij zijn schoonzus Vero (Veerle Baetens). Hij besluit zijn 15-jarig neefje Charlie op te leiden om zo toch zijn droom waar te maken maar Charlie heeft niet hetzelfde talent.

## Rolverdeling
| Acteur              | Personage          |
| ------------------- | ------------------ |
| Veerle Baetens      | Vero               |
| Matteo Simoni       | Nicky              |
| Guy Combes          | Fearless Frank     |
| Tibo Vandenborre    | Christophe         |
| Stilian Keli        | Dealer             |
| Stefaan Degand      | Bernard            |
| Sieber Marly        | Politie-inspecteur |
| Ilse De Rauw        | Ann                |
| Valentijn Braeckman | Charlie            |

## Productie
De filmopnames van Rookie startten in de zomer van 2019 en gingen door zowel in Vlaanderen als in Wallonië.
Rookie is een productie van CZAR Film  van Eurydice Gysel en Koen Mortier, in coproductie met Versus Productions. De film kreeg steun van het Vlaams Audiovisueel Fonds (VAF) van Vlaams minister van Cultuur Sven Gatz en het Centre du Cinéma et de l’Audiovisuel (CCA) van de Franse Gemeenschap.

## Release
Rookie ging op 4 september 2021 in première tijdens de FFO Nights. De film werd in 2022 genomineerd voor de Ensor voor beste film, de belangrijkste filmprijs in Vlaanderen.

## Prijzen en nominaties
De belangrijkste:
| Jaar | Prijs              | Categorie          | Genomineerde(n)    | Uitslag     |
| ---- | ------------------ | ------------------ | ------------------ | ----------- |
| 2022 | Ensors             | Beste film         | Beste film         | Genomineerd |
| 2022 | Magritte du cinéma | Beste Vlaamse film | Beste Vlaamse film | Genomineerd |
| 2022 | Magritte du cinéma | Beste filmmuziek   | Daan               | Genomineerd |